# Voile aux Jeux olympiques d'été de 2016 - Finn hommes
Navigation
Londres 2012 Tokyo 2020
Pour un article plus général, voir Voile aux Jeux olympiques d'été de 2016.
L'épreuve de Finn hommes des Jeux olympiques d'été de 2016 a lieu du 9 au 16 août à Rio de Janeiro.
Les régates se déroulent à Marina da Glória, à Glória, dans la baie de Guanabara.

## Programme
| 9 août            | 10 août           | 11 août           | 12 août | 13 août           | 14 août            | 15 août | 16 août              |
| ----------------- | ----------------- | ----------------- | ------- | ----------------- | ------------------ | ------- | -------------------- |
| Course 1 Course 2 | Course 3 Course 4 | Course 5 Course 6 | Repos   | Course 7 Course 8 | Course 9 Course 10 | Repos   | Course à la médaille |

## Course à la médaille
Après 10 courses, les 10 meilleurs des 23 participants sont qualifiés pour la course à la médaille.
Le classement est effectué sur les 9 meilleures courses.
| Rang                                | Athlète                | Courses | Courses | Courses | Courses | Courses | Courses | Courses | Courses | Courses | Courses | Total | Course à la médaille | Total final |
| ----------------------------------- | ---------------------- | ------- | ------- | ------- | ------- | ------- | ------- | ------- | ------- | ------- | ------- | ----- | -------------------- | ----------- |
| Médaille d'or, Jeux olympiques      | Giles Scott            | 17.0    | 3.0     | 2.0     | 1.0     | 11.0    | 1.0     | 1.0     | 3.0     | 8.0     | 2.0     | 32.0  | 4.0                  | 36.0        |
| Médaille d'argent, Jeux olympiques  | Vasilij Žbogar         | 3.0     | 1.0     | 7.0     | 10.0    | 15.0    | 9.0     | 5.0     | 4.0     | 9.0     | 8.0     | 56.0  | 12.0                 | 68.0        |
| Médaille de bronze, Jeux olympiques | Caleb Paine            | 7.0     | 10.0    | 21.0    | 3.0     | 14.0    | 2.0     | 17.0    | 7.0     | 10.0    | 4.0     | 74.0  | 2.0                  | 76.0        |
| 4                                   | Jorge Zarif            | 4.0     | 6.0     | 11.0    | 22.0    | 2.0     | 19.0    | 2.0     | 13.0    | 15.0    | 9.0     | 81.0  | 6.0                  | 87.0        |
| 5                                   | Ivan Kljaković Gašpić  | 6.0     | 8.0     | 10.0    | 15.0    | 8.0     | 8.0     | 4.0     | 10.0    | 2.0     | 13.0    | 69.0  | 20.0                 | 89.0        |
| 6                                   | Max Salminen           | 15.0    | 11.0    | 13.0    | 9.0     | 7.0     | 5.0     | 6.0     | 11.0    | 7.0     | 5.0     | 74.0  | 16.0                 | 90.0        |
| 7                                   | Josh Junior            | 18.0    | 24.0    | 14.0    | 14.0    | 5.0     | 3.0     | 18.0    | 2.0     | 4.0     | 6.0     | 84.0  | 8.0                  | 92.0        |
| 8                                   | Jake Lilley            | 16.0    | 24.0    | 8.0     | 6.0     | 6.0     | 4.0     | 3.0     | 5.0     | 23.0    | 16.0    | 87.0  | 10.0                 | 97.0        |
| 9                                   | Facundo Olezza         | 1.0     | 9.0     | 19.0    | 18.0    | 16.0    | 22.0    | 10.0    | 6.0     | 1.0     | 7.0     | 87.0  | 14.0                 | 101.0       |
| 10                                  | Pieter-Jan Postma      | 14.0    | 13.0    | 12.0    | 4.0     | 4.0     | 6.0     | 14.0    | 1.0     | 19.0    | 24.0    | 87.0  | 18.0                 | 105.0       |
| 11                                  | Ioánnis Mitákis        | 12.0    | 24.0    | 3.0     | 2.0     | 13.0    | 12.0    | 21.0    | 9.0     | 13.0    | 3.0     | 88.0  | -                    | 88.0        |
| 12                                  | Zsombor Berecz         | 9.0     | 24.0    | 5.0     | 12.0    | 1.0     | 7.0     | 12.0    | 18.0    | 16.0    | 12.0    | 92.0  | -                    | 92.0        |
| 13                                  | Alican Kaynar          | 2.0     | 5.0     | 6.0     | 19.0    | 19.0    | 13.0    | 8.0     | 17.0    | 12.0    | 11.0    | 93.0  | -                    | 93.0        |
| 14                                  | Jonathan Lobert        | 10.0    | 15.0    | 1.0     | 7.0     | 12.0    | 14.0    | 11.0    | 12.0    | 14.0    | 14.0    | 95.0  | -                    | 95.0        |
| 15                                  | Tapio Nirkko           | 20.0    | 7.0     | 15.0    | 5.0     | 3.0     | 24.0    | 20.0    | 21.0    | 6.0     | 10.0    | 107.0 | -                    | 107.0       |
| 16                                  | Jonas Høgh-Christensen | 13.0    | 2.0     | 4.0     | 24.0    | 10.0    | 11.0    | 16.0    | 16.0    | 17.0    | 20.0    | 109.0 | -                    | 109.0       |
| 17                                  | Anders Pedersen        | 8.0     | 16.0    | 18.0    | 8.0     | 22.0    | 16.0    | 9.0     | 14.0    | 5.0     | 15.0    | 109.0 | -                    | 109.0       |
| 18                                  | Giorgio Poggi          | 11.0    | 4.0     | 16.0    | 11.0    | 18.0    | 15.0    | 7.0     | 19.0    | 11.0    | 18.0    | 111.0 | -                    | 111.0       |
| 19                                  | Alejandro Foglia       | 21.0    | 24.0    | 9.0     | 17.0    | 20.0    | 21.0    | 15.0    | 15.0    | 3.0     | 1.0     | 122.0 | -                    | 122.0       |
| 20                                  | Deniss Karpak          | 5.0     | 14.0    | 17.0    | 20.0    | 23.0    | 10.0    | 13.0    | 8.0     | 18.0    | 21.0    | 126.0 | -                    | 126.0       |
| 21                                  | Tom Ramshaw            | 19.0    | 12.0    | 22.0    | 13.0    | 9.0     | 17.0    | 22.0    | 20.0    | 20.0    | 19.0    | 151.0 | -                    | 151.0       |
| 22                                  | Gong Lei               | 22.0    | 24.0    | 20.0    | 16.0    | 21.0    | 20.0    | 19.0    | 22.0    | 21.0    | 17.0    | 178.0 | -                    | 178.0       |
| 23                                  | Allan Julie            | 23.0    | 17.0    | 23.0    | 21.0    | 17.0    | 18.0    | 23.0    | 23.0    | 22.0    | 22.0    | 186.0 | -                    | 186.0       |

## Médaillés
| Or          | Argent         | Bronze      |
| Giles Scott | Vasilij Žbogar | Caleb Paine |